# Palaestra rufipennis
Palaestra rufipennis là một loài bọ cánh cứng trong họ Meloidae. Loài này được Westwood miêu tả khoa học năm 1841.